# Лопес, Хосе Рамон
Хосе́ Рамо́н Ло́пес Ди́ас-Флор (исп. José Ramón López Díaz-Flor; 22 ноября 1950, Сеута) — испанский гребец-байдарочник, выступал за сборную Испании во второй половине 1970-х годов. Серебряный призёр летних Олимпийских игр в Монреале, чемпион мира, победитель многих регат национального и международного значения.

## Биография
Хосе Рамон Лопес родился 22 ноября 1950 года в автономном городе Сеута.
Первого серьёзного успеха на взрослом международном уровне добился в 1975 году, когда попал в основной состав испанской национальной сборной и побывал на чемпионате мира в югославском Белграде, откуда привёз награды золотого и бронзового достоинства, выигранные в четвёрках на дистанции 1000 метров и в эстафете 4 × 500 метров соответственно. Благодаря череде удачных выступлений удостоился права защищать честь страны на летних Олимпийских играх 1976 года в Монреале — с четырёхместным экипажем, куда также вошли гребцы Хосе Мария Эстебан, Эрминио Менендес и Луис Грегорио Рамос, на тысяче метрах завоевал серебряную медаль, пропустив вперёд лишь команду из СССР.
После Олимпиады Лопес остался в основном составе гребной команды Испании и продолжил принимать участие в крупнейших международных регатах. Так, в 1977 году он выступил на мировом первенстве в Софии, где в четвёрках стал бронзовым призёром на пятистах и тысяче метрах. Год спустя на чемпионате мира в Белграде с тем же четырёхместным экипажем получил серебро на полукилометровой дистанции и бронзу на километровой. Вскоре по окончании этих соревнований принял решение завершить карьеру профессионального спортсмена, уступив место в сборной молодым испанским гребцам.